# 小行星16197
小行星16197（16197 Bluepeter）是一颗绕太阳运转的小行星，为主小行星带小行星。该小行星于2000年1月7日发现。

## 轨道参数
小行星16197的轨道半长轴为2.4136612 UA，离心率为0.236。